# William Goldenberg
Pour les articles homonymes, voir Goldenberg.
William Goldenberg, né le 2 novembre 1959, est un monteur et réalisateur américain.

## Biographie
Il a collaboré à plusieurs reprises avec le réalisateur Michael Mann. Il a remporté plusieurs récompenses, notamment l'Oscar du meilleur montage et le British Academy Film Award du meilleur montage pour Argo en 2013.

## Filmographie

### Comme réalisateur
- 2024 : Unstoppable

### Comme monteur
- 1993 : Les Survivants (Alive) de Frank Marshall
- 1994 : Les Maîtres du monde (The Puppet Masters) de Stuart Orme
- 1995 : Heat de Michael Mann
- 1996 : Au revoir à jamais (The Long Kiss Goodnight) de Renny Harlin
- 1998 : Pleasantville de Gary Ross
- 1999 : Révélations (The Insider) de Michael Mann
- 2000 : Coyote Girls (Coyote Ugly) de David McNally
- 2001 : Ali de Michael Mann
- 2003 : Kangourou Jack (Kangaroo Jack) de David McNally
- 2003 : Pur Sang, la légende de Seabiscuit (Seabiscuit) de Gary Ross
- 2004 : Benjamin Gates et le Trésor des Templiers (National Treasure) de Jon Turteltaub
- 2005 : Domino de Tony Scott
- 2006 : Miami Vice : Deux flics à Miami (Miami Vice) de Michael Mann
- 2007 : Gone Baby Gone de Ben Affleck
- 2007 : Benjamin Gates et le Livre des secrets (National Treasure : Book of Secrets) de Jon Turteltaub
- 2009 : Confessions d'une accro du shopping (Confessions of a Shopaholic) de P. J. Hogan
- 2010 : L'Apprenti sorcier (The Sorcerer's Apprentice) de Jon Turteltaub
- 2011 : Transformers 3 : La Face cachée de la Lune (Transformers: Dark of the Moon) de Michael Bay
- 2012 : Argo de Ben Affleck
- 2012 : Zero Dark Thirty de Kathryn Bigelow
- 2014 : The Imitation Game de Morten Tyldum
- 2014 : Transformers : L'Âge de l'extinction (Transformers: Age of extinction) de Michael Bay
- 2015 : Seul contre tous (Concussion) de Peter Landesman
- 2016 : Live by Night de Ben Affleck
- 2017 : Detroit de Kathryn Bigelow
- 2018 : Un 22 juillet (22 July) de Paul Greengrass
- 2020 : La Mission (News of the World) de Paul Greengrass
- 2022 : The Outfit de Graham Moore
- 2023 : Air de Ben Affleck